# Gradius Origins
Gradius Origins, noto anche come Gradius Origin Collection (グラディウス オリジン コレクション?) in Giappone, si tratta di una raccolta sviluppata da M2 e pubblicata da Konami che include sei titoli delle serie Gradius e Salamander, incluse le versioni regionali della maggior parte dei titoli. Il pacchetto include anche il nuovo titolo Salamander III. È stato pubblicato il 7 agosto 2025 per PC (Steam), PlayStation 5, Xbox Series X e Series S e Nintendo Switch.
La raccolta include:
- Gradius
- Salamander
  - Life Force
- Gradius II - GOFER no Yabo
- Gradius III
- Salamander 2
- Salamander III